# Premiile Grammy 2023
A 65-a ediție anuală a Premiilor Grammy a avut loc la 5 februarie 2023 la Crypto.com Arena din Los Angeles. Gala a fost organizată de CBS și platforma de streaming Paramount+.
Pentru a treia oară consecutiv, prezentator a fost actorul sud-african Trevor Noah. Acestă ediție a recunoscut cele mai bune înregistrări, compoziții și cei mai buni artiști ai anului, de la 1 octombrie 2021 până la 30 septembrie 2022. Nominalizările au fost anunțate la 15 noiembrie 2022.
Beyoncé (9), Kendrick Lamar (8), Adele (7) și Brandi Carlile (7) au primit cele mai multe nominalizări. Cu un total de 88 de nominalizări, Beyoncé, alături de soțul ei Jay-Z, a devenit cea mai nominalizată artistă din istoria premiilor Grammy. Un Verano Sin Ti (2022) al lui Bad Bunny a fost primul album în limba spaniolă nominalizat pentru cel mai bun album al anului.
Cu o victorie la categoria „Cel mai bun album de dans/electronic”, Beyoncé l-a depășit pe dirijorul maghiar-britanic Georg Solti și a devenit deținătoarea celui mai mare număr de premii Grammy din istoria ceremoniei - 32.

## Lista principalilor câștigători
Sursa: 

### Premii generale
- Înregistrarea anului: „About Damn Time" - Lizzo
- Albumul anului: „Harry's House" - Harry Styles
- Cântecul anului: „Just Like That" - Bonnie Raitt
- Cel mai bun artist debutant: Samara Joy

### Pop
- Cea mai bună interpretare pop duo/grup: „Unholy" - Sam Smith & Kim Petras
- Cel mai bun album pop vocal: „Harry's House" - Harry Styles
- Cea mai bună interpretare pop solo: „Easy on Me" - Adele

### Dance/electronic
- Cea mai bună înregistrare dance: „Break My Soul" - Beyonce
- Cel mai bun album Dance/Electronic: „Renaissance" - Beyonce

### Rock
- Cel mai bun cântec rock: „Broken Horses" - Brandi Carlile
- Cea mai bună interpretare rock: „Broken Horses" - Brandi Carlile
- Cea mai bună interpretare metal: „Degradation Rules" - Ozzy Osbourne Featuring Tony Iommi
- Cel mai bun album rock: „Patient Number 9" - Ozzy Osbourne

### Alternativ
- Cea mai bună interpretare alternativ: „Chaise Longue - Wt Leg
- Cel mai bun album alternativ: „Wet Leg" - Wet Leg

### R&B
- Cea mai bună interpretare R&B tradițională: „Plastic Off the Sofa" - Beyonce
- Cea mai bună interpretare R&B: „Hrs & Hrs" - Muni Long
- Cel mai bun cântec R&B: „Cuff It" - Beyonce
- Cel mai bun album R&B: „Black Radio III" - Robert Glasper

### Rap
- Cel mai bun album rap: „Mr. Morale & The Big Steppers" - Kendrick Lamar
- Cea mai bună interpretare rap: „The Heart Part 5" - Kendrick Lamar
- Cel mai bun cântec rap: „The Heart Part 5" - Kendrick Lamar
- Cea mai bună interpretare de rap melodic: „Wait For U" - Future Ft. Drake & Tems

### Country
- Cea mai bună interpretare country solo: „Live Forever" - Willie Nelson
- Cea mai bună interpretare a unui duo/grup country: „Never Wanted To Be That Girl" - Carly Pearce & Ashley McBryde
- Cel mai bun cântec country: „Til You Can't" - Cody Johnson
- Cel mai bun album country: „A Beautiful Time" - Willie Nelson